# Älgtjärnen (Karlskoga socken, Värmland)
Älgtjärnen är en sjö i Karlskoga kommun i Värmland och ingår i Göta älvs huvudavrinningsområde. Sjön är 7 meter djup, har en yta på 0,017 kvadratkilometer och befinner sig 228 meter över havet.